# Katia Winter
Katia Winter (n. 13 octombrie 1983, Stockholm, Suedia) este o actriță suedeză. Ea este cel mai bine cunoscută pentru rolurile sale ca Nadia în serialul Showtime Dexter (2012), Katrina Crane în serialul Fox Sleepy Hollow (2013–15), Freydís Eiríksdóttir în serialul The CW Legends of Tomorrow (2017–18) și ca Gwen Karlsson în serialul CBS/Paramount+  Blood & Treasure (2019–2023). Ea a apărut și în serialul satiric cu supereroi The Boys de pe Amazon Prime Video ca răufăcătoarea Mica Nina (2019–prezent).

## Filmografie

### Film
| An   | Titlu                                     | Rol                 | Note              |
| ---- | ----------------------------------------- | ------------------- | ----------------- |
| 2005 | Stockholm Boogie                          | Party Girl          |                   |
| 2005 | Storm                                     | Bargirl             |                   |
| 2007 | Night Junkies                             | Ruby Stone          |                   |
| 2007 | The Seer                                  | Ada                 |                   |
| 2008 | The Perfect Life                          | Zoe                 | Scurtmetraj video |
| 2009 | Unmade Beds                               | Hannah              |                   |
| 2009 | Malice in Wonderland                      | Swede               |                   |
| 2009 | Prey and Escape                           | Girl of the Sea     | Scurtmetraj       |
| 2009 | Level Playing Field                       | Helen               | Scurtmetraj       |
| 2009 | Barry Brown                               | Elizabeth Sparrow   | Scurtmetraj       |
| 2010 | The Symmetry of Love                      | Angie               |                   |
| 2010 | Anaphylaxis                               | The Poet            |                   |
| 2011 | Everywhere and Nowhere                    | Bella               |                   |
| 2011 | Arena                                     | Milla               | Video             |
| 2011 | Freya                                     | Freya               | Scurtmetraj       |
| 2012 | Love Sick Love                            | Dori                |                   |
| 2013 | Fedz                                      | Alessandra Ragnfrid |                   |
| 2013 | Banshee Chapter                           | Anne Roland         |                   |
| 2013 | Stranger Within                           | Sophie              | Video             |
| 2014 | Luna                                      | Amber               |                   |
| 2015 | Knight of Cups                            | Katia               |                   |
| 2017 | Negative                                  | Natalie             |                   |
| 2019 | The Wave                                  | Natalie             |                   |
| 2020 | 10 Things We Should Do Before We Break Up | Terren              |                   |
| 2020 | You're Not Alone                          | Emma                |                   |
| 2020 | The Catch                                 | Beth McManus        |                   |
| 2022 | Ur spår                                   | Lisa                |                   |
| 2022 | The Year I Started Masturbating           | Hanna               |                   |
| TBA  | L.V.J.                                    | Michelle Cox        | Post-producție    |
| TBA  | 1066                                      | Edith Swanneck      | Pre-productie     |

### Filme TV
| An   | Titlu                                              | Rol     | Note |
| ---- | -------------------------------------------------- | ------- | ---- |
| 2013 | Crimes of Passion: Tragedy in a Country Churchyard | Barbara |      |

### Seriale TV
| An        | Titlu               | Rol                  | Note                         |
| --------- | ------------------- | -------------------- | ---------------------------- |
| 2005      | Dubplate Drama      | Scarlet              | 7 episoade                   |
| 2009      | Lewis               | Marina Hartner       | Episodul: "Allegory of Love" |
| 2012      | NCIS                | Ava Baransky         | Episodul: "Need to Know"     |
| 2012      | Dexter              | Nadia                | 9 episoade                   |
| 2013–15   | Sleepy Hollow       | Katrina Crane        | 25 episoade                  |
| 2017–18   | Legends of Tomorrow | Freydís Eiríksdóttir | 2 episoade                   |
| 2019      | Solsidan            | Suzy                 | 3 episoade                   |
| 2019–2023 | Blood & Treasure    | Gwen Karlsson        | 12 episoade                  |
| 2022      | The Boys            | Little Nina          | 4 episoade                   |